# Brunvattrad gördelmätare
Brunvattrad gördelmätare (Cyclophora porata) är en fjärilsart som beskrevs av Carl von Linné 1767. Brunvattrad gördelmätare ingår i släktet Cyclophora och familjen mätare. Arten är reproducerande i Sverige. Inga underarter finns listade i Catalogue of Life.

## Bildgalleri

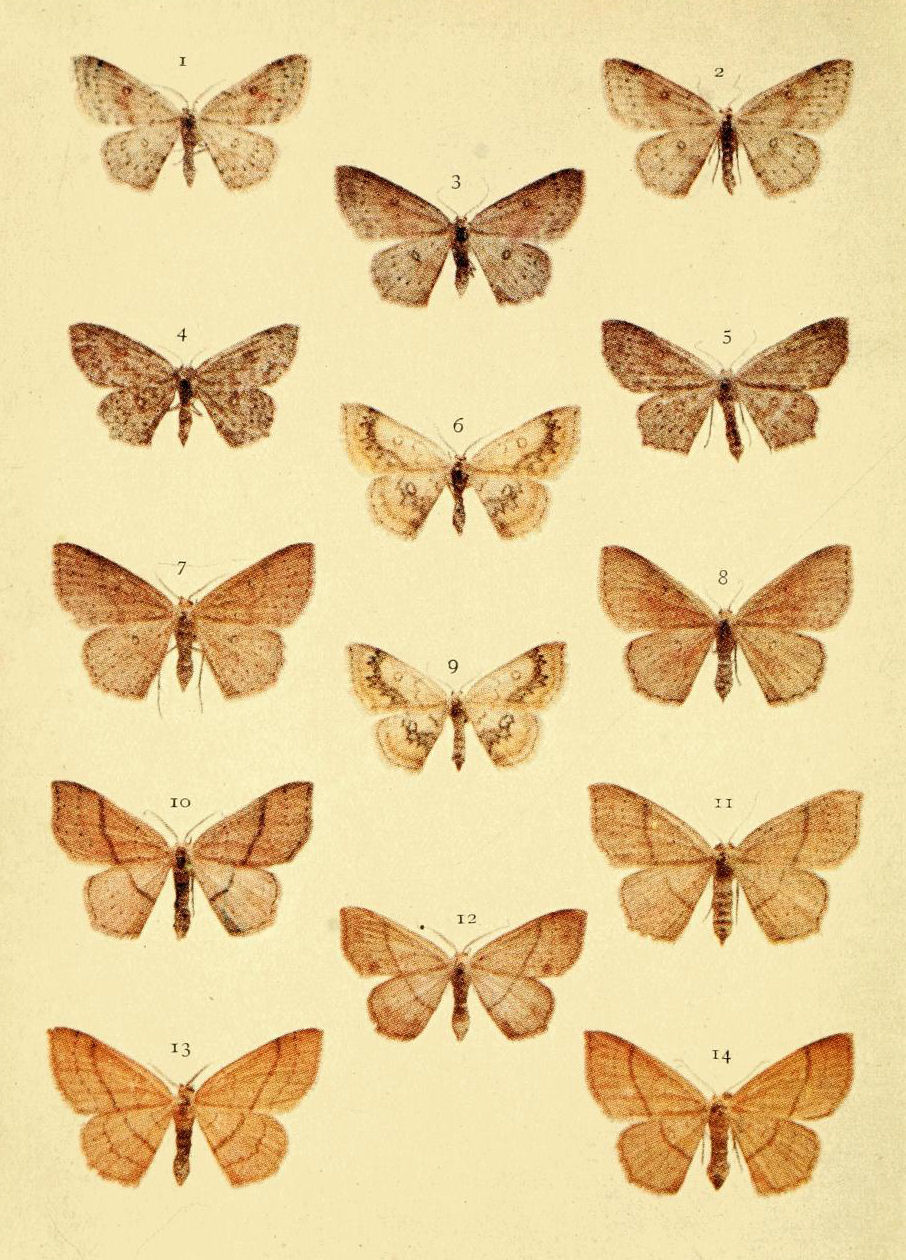